# Triptyque des Monts et Châteaux 2019
Den 24. udgave af Triptyque des Monts et Châteaux blev afholdt fra den 5. til den 7. april 2019. Løbet var en del af UCI Europe Tour 2019-kalenderen og var klassificeret i kategori 2.2U. Den samlede vinder af løbet blev danske Mikkel Bjerg fra Hagens Berman Axeon.

## Hold og ryttere
| UCI Professionelt kontinentalthold- Hagens Berman Axeon UCI Kontinentalhold (8)- Development Team Sunweb - SEG Racing Academy - Leopard Pro Cycling - Groupama-FDJ Continental - Metec-TKH Continental Cyclingteam p/b Mantel - Team Wiggins Le Col - Uno-X Norwegian Development - Wallonie-Bruxelles Development Landshold- Schweiz Amatørcykelhold (2)- Holdsworth Zappi RT - EFC-L&R-Vulsteke Regional- og klubhold (6)- Vendée U Pays de la Loire - Lotto-Soudal U23 - Home Solution-Anmapa-Soenens - Baguet-MIBA-Indulek-Derito CT - Urbano-Vulsteke Cycling Team - Gaverzicht-BE Okay |
| |

### Danske ryttere
- Mikkel Bjerg kørte for Hagens Berman Axeon

## Etaperne
| Etape      | Dato    | Start – Mål                      | type          | Afstand (km) | Etapevinder    | Førende rytter |
| ---------- | ------- | -------------------------------- | ------------- | ------------ | -------------- | -------------- |
| 1. etape   | 5. apr. | Frasnes-lez-Buissenal – Chièvres | kuperet etape | 147,1        | Kaden Groves   | Kaden Groves   |
| 2. a etape | 6. apr. | Celles – Celles                  | enkeltstart   | 11,4         | Brent Van Moer | Mikkel Bjerg   |
| 2. b etape | 6. apr. | Wodecq – Celles                  | kuperet etape | 112,7        | Tom Pidcock    | Mikkel Bjerg   |
| 3. etape   | 7. apr. | Ath – Tournai                    | kuperet etape | 157,4        | Kaden Groves   | Mikkel Bjerg   |

## Løbet

### 1. etape
| \| Etaperesultat \| Etaperesultat \| Etaperesultat \| Etaperesultat \| Etaperesultat \| \| Rytter \| Rytter \| Hold \| Tid \| \| \| ------------- \| ------------- \| -------------------------------- \| ------------- \| ------------- \| \| 1. \| Kaden Groves \| SEG Racing Academy \| 3t 27' 18" \| \| \| 2. \| Jake Stewart \| Équipe continentale Groupama-FDJ \| + 0" \| \| \| 3. \| Ian Garrison \| Hagens Berman Axeon \| + 0" \| \| |              |                                  |            |
| |              |                                  |            |
| Kilde: ProCyclingStats |              |                                  |            |
| Etaperesultat |              |                                  |            |
| Rytter | Rytter       | Hold                             | Tid        |
| 1. | Kaden Groves | SEG Racing Academy               | 3t 27' 18" |
| 2. | Jake Stewart | Équipe continentale Groupama-FDJ | + 0"       |
| 3. | Ian Garrison | Hagens Berman Axeon              | + 0"       |

| \| Samlede stilling \| Samlede stilling \| Samlede stilling \| Samlede stilling \| Samlede stilling \| \| Rytter \| Rytter \| Hold \| Tid \| \| \| ---------------- \| ---------------- \| -------------------------------- \| ---------------- \| ---------------- \| \| 1. \| Kaden Groves \| SEG Racing Academy \| 3t 27' 08" \| \| \| 2. \| Jake Stewart \| Équipe continentale Groupama-FDJ \| + 4" \| \| \| 3. \| Ian Garrison \| Hagens Berman Axeon \| + 6" \| \| |              |                                  |            |
| |              |                                  |            |
| Kilde: ProCyclingStats |              |                                  |            |
| Samlede stilling |              |                                  |            |
| Rytter | Rytter       | Hold                             | Tid        |
| 1. | Kaden Groves | SEG Racing Academy               | 3t 27' 08" |
| 2. | Jake Stewart | Équipe continentale Groupama-FDJ | + 4"       |
| 3. | Ian Garrison | Hagens Berman Axeon              | + 6"       |

### 2a. etape
| \| Etaperesultat \| Etaperesultat \| Etaperesultat \| Etaperesultat \| Etaperesultat \| \| Rytter \| Rytter \| Hold \| Tid \| \| \| ------------- \| -------------- \| ------------------- \| ------------- \| ------------- \| \| 1. \| Brent Van Moer \| Lotto-Soudal U23 \| 13' 51" \| \| \| 2. \| Mikkel Bjerg \| Hagens Berman Axeon \| + 2" \| \| \| 3. \| Ian Garrison \| Hagens Berman Axeon \| + 10" \| \| |                |                     |         |
| |                |                     |         |
| Kilde: ProCyclingStats |                |                     |         |
| Etaperesultat |                |                     |         |
| Rytter | Rytter         | Hold                | Tid     |
| 1. | Brent Van Moer | Lotto-Soudal U23    | 13' 51" |
| 2. | Mikkel Bjerg   | Hagens Berman Axeon | + 2"    |
| 3. | Ian Garrison   | Hagens Berman Axeon | + 10"   |

| \| Samlede stilling \| Samlede stilling \| Samlede stilling \| Samlede stilling \| Samlede stilling \| \| Rytter \| Rytter \| Hold \| Tid \| \| \| ---------------- \| ---------------- \| --------------------------- \| ---------------- \| ---------------- \| \| 1. \| Mikkel Bjerg \| Hagens Berman Axeon \| 3t 41' 11" \| \| \| 2. \| Ian Garrison \| Hagens Berman Axeon \| + 4" \| \| \| 3. \| Tobias Foss \| Uno-X Norwegian Development \| + 10" \| \| |              |                             |            |
| |              |                             |            |
| Kilde: ProCyclingStats |              |                             |            |
| Samlede stilling |              |                             |            |
| Rytter | Rytter       | Hold                        | Tid        |
| 1. | Mikkel Bjerg | Hagens Berman Axeon         | 3t 41' 11" |
| 2. | Ian Garrison | Hagens Berman Axeon         | + 4"       |
| 3. | Tobias Foss  | Uno-X Norwegian Development | + 10"      |

### 2b. etape
| \| Etaperesultat \| Etaperesultat \| Etaperesultat \| Etaperesultat \| Etaperesultat \| \| Rytter \| Rytter \| Hold \| Tid \| \| \| ------------- \| --------------- \| -------------------------------- \| ------------- \| ------------- \| \| 1. \| Tom Pidcock \| Team Wiggins Le Col \| 2t 33' 04" \| \| \| 2. \| Maikel Zijlaard \| Hagens Berman Axeon \| + 0" \| \| \| 3. \| Jake Stewart \| Équipe continentale Groupama-FDJ \| + 0" \| \| |                 |                                  |            |
| |                 |                                  |            |
| Kilde: ProCyclingStats |                 |                                  |            |
| Etaperesultat |                 |                                  |            |
| Rytter | Rytter          | Hold                             | Tid        |
| 1. | Tom Pidcock     | Team Wiggins Le Col              | 2t 33' 04" |
| 2. | Maikel Zijlaard | Hagens Berman Axeon              | + 0"       |
| 3. | Jake Stewart    | Équipe continentale Groupama-FDJ | + 0"       |

| \| Samlede stilling \| Samlede stilling \| Samlede stilling \| Samlede stilling \| Samlede stilling \| \| Rytter \| Rytter \| Hold \| Tid \| \| \| ---------------- \| ---------------- \| --------------------------- \| ---------------- \| ---------------- \| \| 1. \| Mikkel Bjerg \| Hagens Berman Axeon \| 6t 14' 15" \| \| \| 2. \| Ian Garrison \| Hagens Berman Axeon \| + 4" \| \| \| 3. \| Tobias Foss \| Uno-X Norwegian Development \| + 9" \| \| |              |                             |            |
| |              |                             |            |
| Kilde: ProCyclingStats |              |                             |            |
| Samlede stilling |              |                             |            |
| Rytter | Rytter       | Hold                        | Tid        |
| 1. | Mikkel Bjerg | Hagens Berman Axeon         | 6t 14' 15" |
| 2. | Ian Garrison | Hagens Berman Axeon         | + 4"       |
| 3. | Tobias Foss  | Uno-X Norwegian Development | + 9"       |

### 3. etape
| \| Etaperesultat \| Etaperesultat \| Etaperesultat \| Etaperesultat \| Etaperesultat \| \| Rytter \| Rytter \| Hold \| Tid \| \| \| ------------- \| ------------- \| -------------------------------- \| ------------- \| ------------- \| \| 1. \| Kaden Groves \| SEG Racing Academy \| 3t 43' 44" \| \| \| 2. \| Tom Pidcock \| Team Wiggins Le Col \| + 0" \| \| \| 3. \| Jake Stewart \| Équipe continentale Groupama-FDJ \| + 0" \| \| |              |                                  |            |
| |              |                                  |            |
| Kilde: ProCyclingStats |              |                                  |            |
| Etaperesultat |              |                                  |            |
| Rytter | Rytter       | Hold                             | Tid        |
| 1. | Kaden Groves | SEG Racing Academy               | 3t 43' 44" |
| 2. | Tom Pidcock  | Team Wiggins Le Col              | + 0"       |
| 3. | Jake Stewart | Équipe continentale Groupama-FDJ | + 0"       |

## Resultater
| \| Samlede stilling \| Samlede stilling \| Samlede stilling \| Samlede stilling \| Samlede stilling \| \| Rytter \| Rytter \| Hold \| Tid \| \| \| ---------------- \| ---------------- \| -------------------------------- \| ---------------- \| ---------------- \| \| 1. \| Mikkel Bjerg \| Hagens Berman Axeon \| 9t 57' 59" \| \| \| 2. \| Ian Garrison \| Hagens Berman Axeon \| + 2" \| \| \| 3. \| Tom Pidcock \| Team Wiggins Le Col \| + 3" \| \| \| 4. \| Tobias Foss \| Uno-X Norwegian Development \| + 7" \| \| \| 5. \| Jake Stewart \| Équipe continentale Groupama-FDJ \| + 15" \| \| \| 6. \| Nils Eekhoff \| Development Team Sunweb \| + 19" \| \| \| 7. \| Brent Van Moer \| Lotto-Soudal U23 \| + 22" \| \| \| 8. \| Arne Marit \| Lotto-Soudal U23 \| + 26" \| \| \| 9. \| Robert Scott \| Team Wiggins Le Col \| + 32" \| \| \| 10. \| Cedric Beullens \| EFC-L&R-Vulsteke \| + 35" \| \| |                 |                                  |            |
| |                 |                                  |            |
| Kilde: ProCyclingStats |                 |                                  |            |
| Samlede stilling |                 |                                  |            |
| Rytter | Rytter          | Hold                             | Tid        |
| 1. | Mikkel Bjerg    | Hagens Berman Axeon              | 9t 57' 59" |
| 2. | Ian Garrison    | Hagens Berman Axeon              | + 2"       |
| 3. | Tom Pidcock     | Team Wiggins Le Col              | + 3"       |
| 4. | Tobias Foss     | Uno-X Norwegian Development      | + 7"       |
| 5. | Jake Stewart    | Équipe continentale Groupama-FDJ | + 15"      |
| 6. | Nils Eekhoff    | Development Team Sunweb          | + 19"      |
| 7. | Brent Van Moer  | Lotto-Soudal U23                 | + 22"      |
| 8. | Arne Marit      | Lotto-Soudal U23                 | + 26"      |
| 9. | Robert Scott    | Team Wiggins Le Col              | + 32"      |
| 10. | Cedric Beullens | EFC-L&R-Vulsteke                 | + 35"      |

| Samlede stilling | Samlede stilling | Samlede stilling                 | Samlede stilling | Samlede stilling |
| Rytter           | Rytter           | Hold                             | Tid              |                  |
| ---------------- | ---------------- | -------------------------------- | ---------------- | ---------------- |
| 1.               | Mikkel Bjerg     | Hagens Berman Axeon              | 9t 57' 59"       |                  |
| 2.               | Ian Garrison     | Hagens Berman Axeon              | + 2"             |                  |
| 3.               | Tom Pidcock      | Team Wiggins Le Col              | + 3"             |                  |
| 4.               | Tobias Foss      | Uno-X Norwegian Development      | + 7"             |                  |
| 5.               | Jake Stewart     | Équipe continentale Groupama-FDJ | + 15"            |                  |
| 6.               | Nils Eekhoff     | Development Team Sunweb          | + 19"            |                  |
| 7.               | Brent Van Moer   | Lotto-Soudal U23                 | + 22"            |                  |
| 8.               | Arne Marit       | Lotto-Soudal U23                 | + 26"            |                  |
| 9.               | Robert Scott     | Team Wiggins Le Col              | + 32"            |                  |
| 10.              | Cedric Beullens  | EFC-L&R-Vulsteke                 | + 35"            |                  |

| Pointkonkurrence | Pointkonkurrence | Pointkonkurrence | Pointkonkurrence | Pointkonkurrence |
| Rytter           | Rytter           | Hold             | Point            |                  |
| ---------------- | ---------------- | ---------------- | ---------------- | ---------------- |

| Pointkonkurrence | Pointkonkurrence | Pointkonkurrence | Pointkonkurrence | Pointkonkurrence |
| Rytter           | Rytter           | Hold             | Point            |                  |
| ---------------- | ---------------- | ---------------- | ---------------- | ---------------- |

| Bjergkonkurrence | Bjergkonkurrence | Bjergkonkurrence | Bjergkonkurrence | Bjergkonkurrence |
| Rytter           | Rytter           | Hold             | Point            |                  |
| ---------------- | ---------------- | ---------------- | ---------------- | ---------------- |

| Bjergkonkurrence | Bjergkonkurrence | Bjergkonkurrence | Bjergkonkurrence | Bjergkonkurrence |
| Rytter           | Rytter           | Hold             | Point            |                  |
| ---------------- | ---------------- | ---------------- | ---------------- | ---------------- |

| Sprintkonkurrence | Sprintkonkurrence | Sprintkonkurrence | Sprintkonkurrence | Sprintkonkurrence |
| Rytter            | Rytter            | Hold              | Point             |                   |
| ----------------- | ----------------- | ----------------- | ----------------- | ----------------- |

| Sprintkonkurrence | Sprintkonkurrence | Sprintkonkurrence | Sprintkonkurrence | Sprintkonkurrence |
| Rytter            | Rytter            | Hold              | Point             |                   |
| ----------------- | ----------------- | ----------------- | ----------------- | ----------------- |

| Ungdomskonkurrence | Ungdomskonkurrence | Ungdomskonkurrence | Ungdomskonkurrence | Ungdomskonkurrence |
| Rytter             | Rytter             | Hold               | Tid                |                    |
| ------------------ | ------------------ | ------------------ | ------------------ | ------------------ |

| Ungdomskonkurrence | Ungdomskonkurrence | Ungdomskonkurrence | Ungdomskonkurrence | Ungdomskonkurrence |
| Rytter             | Rytter             | Hold               | Tid                |                    |
| ------------------ | ------------------ | ------------------ | ------------------ | ------------------ |

| Holdkonkurrence | Holdkonkurrence | Holdkonkurrence | Holdkonkurrence |
| Hold            | Hold            | Tid             |                 |
| --------------- | --------------- | --------------- | --------------- |

| Holdkonkurrence | Holdkonkurrence | Holdkonkurrence | Holdkonkurrence |
| Hold            | Hold            | Tid             |                 |
| --------------- | --------------- | --------------- | --------------- |